# مانويل بويغ
مانويل بويغ هو مجدف كوبي، ولد في 10 أغسطس 1928 في سانتياغو دي كوبا في كوبا، وتوفي في 20 أبريل 1961 في هافانا في كوبا.

## وصلات خارجية
- مانويل بويغ على موقع الاتحاد الدولي للتجديف (الإنجليزية)
- مانويل بويغ على موقع أوليمبيديا (الإنجليزية)